# Zaki Selim
Zaki Selim Ibrahim Harari (in arabo زكي سليم ابراهيم حريري‎?; Il Cairo, 7 febbraio 1926 – 5 novembre 1979) è stato un cestista egiziano.

## Carriera
Con l'Egitto ha disputato i Giochi olimpici di Helsinki 1952.